# Zagrič
Zagrič – wieś w Słowenii, w gminie Šmartno pri Litiji. W 2018 roku liczyła 26 mieszkańców.